# Zemsta potwora
Zemsta potwora (ang. Revenge of the Creature) – amerykański film przygodowy z 1955 roku. Sequel filmu Potwór z Czarnej Laguny z 1954 roku

## Fabuła
Potwór, znany jako Gill-man, zostaje schwytany przez naukowców i przetransportowany do Marineland na Florydzie, do miejscowego w oceanarium. Naukowcy: profesor Clete Ferguson oraz ichtiolog Helen Dobson postanawiają oswoić stwora w niewoli. Nieoczekiwanie jednak potwór zakochuje się w pięknej pani Dobson i ucieka porywając ją.

## Główne role
- John Agar – prof. Clete Ferguson
- Lori Nelson – Helen Dobson
- John Bromfield – Joseph Hayes
- Nestor Paiva – kpt. Lucas
- Ricou Browning – 
  - Gill-man (sceny podwodne),
  - technik laboratoryjny
- Tom Hennesy – 
  - Gill-man (sceny lądowe i wodne),
  - nurek Marinelandu
- Grandon Rhodes – Jackson Foster
- Dave Willock – Lou Gibson
- Robert B. Williams – Helen Dobson
- Charles Cane – kapitan policji
- Robert F. Hoy – Charlie
- Brett Halsey – Pete
- Jere A. Beery Sr. – fotograf prasowy
- Patsy Lee Beery – dziewczyna w samochodzie
- Clint Eastwood – Jennings